# Senat von Ohio

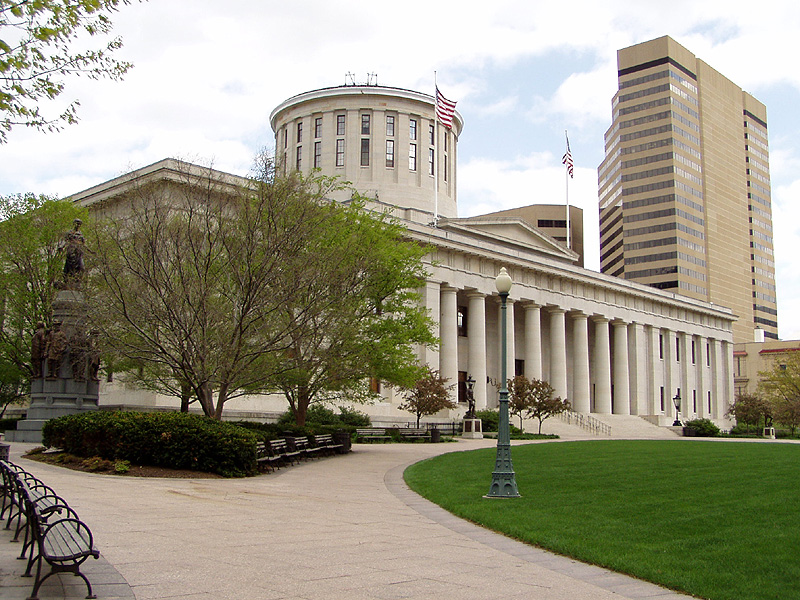
Ohio Statehouse in Columbus

Der Senat von Ohio (Ohio State Senate) ist das Oberhaus der Ohio General Assembly, der Legislative des US-Bundesstaates Ohio.
Die Parlamentskammer setzt sich aus 33 Senatoren zusammen, die jeweils einen Wahldistrikt repräsentieren. Jede dieser festgelegten Einheiten umfasst eine Zahl von durchschnittlich 330.000 Staatsbürgern. Ferner setzt sich ein Senatsdistrikt aus jeweils drei der 99 Distrikte des Repräsentantenhauses zusammen. Die Senatoren werden jeweils für vierjährige Amtszeiten gewählt. Außerdem sind diese Amtszeiten so gestaffelt, dass immer die Hälfte der Senatoren alle zwei Jahre neu gewählt wird. Es existiert eine Beschränkung der Amtszeiten auf zwei aufeinander folgende Amtsperioden (acht Jahre). Sollte eine Ernennung vonstattengehen, um die restliche Amtszeit eines anderen Senators zu beenden, wird dies nicht angerechnet.
Der Sitzungssaal des Senats befindet sich gemeinsam mit dem Repräsentantenhaus im Ohio Statehouse in der Hauptstadt Columbus.

## Aufgaben des Senats
Wie in den Oberhäusern anderer Bundesstaaten und Territorien sowie im US-Senat fallen dem Senat von Ohio im Vergleich zum Repräsentantenhaus spezielle Aufgaben zu, die über die Gesetzgebung hinausgehen. So obliegt es dem Senat, Nominierungen des Gouverneurs in dessen Kabinett, weitere Ämter der Exekutive sowie Kommissionen und Behörden zu bestätigen oder zurückzuweisen.

## Zusammensetzung
| Partei   | Partei                 | Abgeordnete |
| -------- | ---------------------- | ----------- |
|          | Republikanische Partei | 23          |
|          | Demokratische Partei   | 10          |
| Summe    | Summe                  | 33          |
| Mehrheit | Mehrheit               | 13          |

### Wichtige Senatsmitglieder
| Position                            | Name          | Partei       |
| ----------------------------------- | ------------- | ------------ |
| Senatspräsident                     | Tom Niehaus   | Republikaner |
| Präsident Pro Tempore               | Keith Faber   | Republikaner |
| Mehrheitsführer / Majority Leader   | Jimmy Stewart | Republikaner |
| Oppositionsführer / Minority Leader | Capri Cafaro  | Demokrat     |